# عباد الشمس للإعاقات الخفية

يستخدم المخطط عباد الشمس كرمز للإعاقة

يُدار "عباد الشمس للإعاقات الخفية" من قِبل "سينفلاور" المحدودة، وهي شركة خاصة مقرها المملكة المتحدة. تأسست الشركة عام 2016 لمساعدة الأشخاص ذوي الإعاقات الخفية على التنقل والحصول على المساعدة في الأماكن العامة، وذلك بتوفير أحزمة "سينفلاور" ليتمكن الأشخاص ذوو الإعاقات الخفية من الإشارة إلى حاجتهم إلى مساعدة إضافية في الأماكن العامة.

## التاريخ
أُنشئ هذا النظام عام 2016 بالتعاون بين مطار جاتويك وجمعيات خيرية مختلفة. في أبريل 2019، أصبحت شركة سكك حديد شمال شرق لندن أول شركة سكك حديدية تُقرّ هذا النظام. وبحلول يوليو 2020، اعتمدت جميع شركات السكك الحديدية البريطانية نظام ربطات العنق على شكل زهرة دوار الشمس كوسيلة تُمكّن الركاب من إبلاغ الموظفين باحتمالية حاجتهم إلى مزيد من المساعدة.

## قائمة الإعاقات غير المرئية
تتضمن قائمة الإعاقات المخفية حاليًا 912 إعاقة، وهي مفتوحة لتوسيع القائمة.

## توزيع
يمكن الحصول على أحزمة وشعارات عباد الشمس مجانًا في الأماكن المشاركة أو شراؤها مباشرة من موقع شركة عباد الشمس للإعاقات الخفية على الويب.

## الاستخدام
تهدف أحزمة عباد الشمس إلى إعلام الموظفين بأن مرتديها يعاني من إعاقة خفية، مما قد يستغرق وقتًا أطول أو يحتاج إلى مساعدة إضافية. يتم تدريب الموظفين على تحديد مكان الحزام ومساعدة مرتديه. 
إساءة استخدام الحبال
انتقدت منظمة عباد الشمس للإعاقات الخفي إعادة بيع منتجاتها بتكاليف مبالغ فيها، وبيع المنتجات المقلدة على مواقع الويب بما في ذلك أمازون وإيباي.
في حين أن بعض الأشخاص ذوي الإعاقات الخفية قد يكونون معفيين طبيًا من ارتداء غطاء للوجه. ، فقد أثيرت مخاوف خلال جائحة كوفيد-19 من إساءة استخدام أحزمة الأمان من قبل أشخاص غير معاقين فقط لغرض تجنب ارتداء غطاء للوجه. وقد انتقدت منظمة عباد الشمس للإعاقات الخفية هذا الاستخدام، حيث ذكرت أنه يجب على الأشخاص الذين يعتبرون أنفسهم يعانون من إعاقة خفية (سواء تم تشخيصهم أم لا) فقط ارتداء حزام الأمان.

## التبني الدولي
يتم اعتماد المخطط دوليًا ليس فقط من قبل المطارات والسكك الحديدية والفنادق وغيرها من المنظمات المرتبطة بالنقل، ولكن أيضًا من قبل منظمات أخرى بما في ذلك، على سبيل المثال، الجامعات والأندية الرياضية والملاعب الرياضية والمؤسسات المالية والمزيد. كما تقدم الإعاقات الخفية مخططًا تفاعليًا للمسار على موقعها على الويب.
تتوسع القائمة باستمرار، وقد تم اعتمادها الآن من قبل المطارات في أستراليا، وجزر الباهاما، وبلجيكا، وكندا، ومنطقة البحر الكاريبي، وكولومبيا، وكرواتيا، وقبرص، والدنمارك، وألمانيا، وأيسلندا، وأيرلندا، والهند، وإيطاليا، واليابان، وليتوانيا، ونيوزيلندا، وبيرو، وبولندا، وسنغافورة، والسويد، وتركيا، وهولندا، والإمارات العربية المتحدة، والولايات المتحدة الأمريكية، وكذلك في المملكة المتحدة.
في عام 2024، أعلنت شركة ليغو أنها دخلت في شراكة مع عباد الشمس للإعاقات الخفية لإنتاج شخصيات صغيرة مع حبل عباد الشمس.
وفيما يلي بعض الأمثلة للمشاركين في المخطط.
نيوزيلندا
في أبريل 2025، انضم مطار نيلسون في نيوزيلندا رسميًا إلى برنامج "دوار الشمس للإعاقات الخفية"، مقدمًا أحزمة عباد الشمس للمسافرين الذين يرغبون في الإشارة بتكتم إلى معاناتهم من إعاقة خفية. للمزيد من المعلومات، يُرجى زيارة الرابط التالي: https://www.nelsonairport.co.nz/hidden-disabilities-sunflower.
آسيا
في هونج كونج، تم اعتماده من قبل مطار هونج كونج الدولي وكذلك من قبل بنك إتش إس بي سي.
أمريكا الشمالية
تشمل المطارات في الولايات المتحدة التي اعتمدت برنامج عباد الشمس للإعاقات الخفية مطار تولسا الدولي ومطار وسط إلينوي الإقليمي.
في كندا، تشمل المطارات التي اعتمدت برنامج عباد الشمس للإعاقات الخفية مطار مونتريال ترودو الدولي ومطار فانكوفر الدولي.
أمريكا الجنوبية
في يوليو 2023، أقرت البرازيل القانون رقم 14624، الذي يعترف بزهرة عباد الشمس للإعاقات الخفية كرمز وطني للإعاقات الخفية. يعدل هذا القانون القانون البرازيلي (13.146/15) لتوفير إمكانية استخدام حبل عباد الشمس للأشخاص ذوي الإعاقات الخفية.
أوروبا
في سويسرا، تم تقديم بطاقة عباد الشمس للأشخاص ذوي الإعاقات الخفية على أساس تجريبي من قبل السكك الحديدية الفيدرالية السويسرية منذ مايو 2025 لتقديم دعم إضافي للركاب ذوي الإعاقات غير المرئية. تكتسب المبادرة تدريجيًا اعترافًا اجتماعيًا أوسع أيضًا، حيث تقدم المنظمات الخاصة مزايا أو خدمات داعمة لحاملي بطاقة عباد الشمس - على سبيل المثال، دخول السينما بخصم أو خدمات الدعم التعليمي.